# Coalición por Europa
Coalición por Europa var en spansk valallians som bildades inför Europaparlamentsvalet 2009. Alliansen bestod av ett flertal regionala partier:
- Convergència i Unió
- Baskiska nationalistpartiet
- Bloc Nacionalista Valencià
- Unió Mallorquina
- Coalición Canaria
- Partido Andalucista